# The Happiest Days of Our Lives
"The Happiest Days of Our Lives" je pjesma engleskog progresiv rock sastava Pink Floyd. Pjesma je objavljena na albumu The Wall 1979. godine. 

## Kompozicija
Pjesma traje nešto manje od dvije minute i jedna je od kraćih pjesama na albumu. Prve 24 sekunde pjesme čuje se helikopter iz kojeg viče školski ravnatelj. Nakon toga, zvučni efekti nenadano staju prije nego dođe dio s tekstom. Kroz većinu pjesme, vodeći instrument je bas-gitara pa i na prijelazu u pjesmu "Another Brick in the Wall (Part II)", također jako se čuju i bubnjevi. Zbog laganog, pa čak i neprimjetnog prijelaza iz ove pjesme u pjesmu "Another Brick in the Wall (Part 2)", mnogi ljudi misle da je ova pjesma dio pjesme "Another Brick in the Wall".
Na albumu, "The Happiest Days of Our Lives" lagano prelazi u "Another Brick in the Wall" s glasnim, visokim vriskom Rogera Watersa (Ovaj vrisak je ponovljen u pjesmi "Run Like Hell"). Zbog takvog prijelaza na mnogim radio stanicama te dvije pjesme se sviraju zajedno.
U filmu baziranom na albumu, zvuk na početku nije zvuk helikoptera, nego zvuk vlaka koji ulazi u tunel. Prema nekim izvorima, u filmu je trebala biti lutka ravnatelja na kraju tunela. Snimljene su scene toga ali nije se uklapalo u film, pa su zamolili Alexa McAvoya koji je glumio učitelja da odradi tu scenu umjesto verzije s lutkom.

## Radnja
Kao i sve pjesme s albuma i "The Happiest Days of Our Lives" priča jedan dio priče o glavnom liku Pinku. Ova pjesma govori o učiteljima u školi koji su htjeli "dresirati" djecu za vrijeme škole maltretirajući ih. Govori o učiteljima škole koju je pohađao Pink. Učitelji su tamo njega i svu ostalu djecu ismijavali, izrugivali im se i otkrivali svaku slabost djece, ma koliko se djeca trudila sakriti ih. Pjesma govori kako oni to rade zbog toga što kod kuće njihovim životima upravljaju njihove supruge, pa učitelji zatim iskaljuju svoj bijes i frustracije na učenicima u školi.

## Film
Dok u filmu svira ova pjesma, Pink i njegova dva prijatelja idu na željezničku prugu isprobati metke koje je Pink našao još za vrijeme pjesme "Another Brick in the Wall (Part I)". Odlaze kod željezničkog tunela i Pink postavlja metak na tračnicu da vidi kako će eksplodirati. Kada vlak naiđe, Pink se naslanja na zid tunela, i vidi da su vagoni puni ljudi bez lica, i vidi svog učitelja na drugom kraju tunela, koji viče na Pinka i naređuje mu da mirno stoji. U sljedećoj sceni radnja se zbiva u školi. Učitelj vidi Pinka kako piše pjesmu, koja sadrži tekst iz pjesme "Money" s albuma The Dark Side of the Moon, i za kaznu, sramoti Pinka čitajući pjesmu naglas čitavom rrazredu i udara Pinka ravnalom po ruci. Scena kasnije pokazuje učitelja kod svoje kuće, kako ga njegova supruga tjera da pojede komad mesa za večerom. Kako bi iskalio svoj bijes, sljedeći dan udara djecu remenom sljedeći dan. U filmu se čini kako ravnatelj škole nije tako zao kao što je prikazan u albumu, ali Pink ga doživljava na negativan način.

## Zahvale
- David Gilmour - gitara[1]
- Nick Mason - bubnjevi[2]
- Roger Waters - bas-gitara,[2] vokal,[2] prateći vokal[2]
- James Guthrie - činele[2]